# Gare de Kami-Katsura
La gare de Kami-Katsura (上桂駅, Kami-Katsura-eki) est une gare ferroviaire située dans l'arrondissement de Nishikyō de la ville de Kyoto au Japon, située sur la ligne Hankyu Arashiyama. La gare est exploitée par la compagnie Hankyu Dentetsu.

## Situation ferroviaire
La gare de Kami-Katsura est située au point kilométrique (PK) 1,4 de la ligne Hankyu Arashiyama. Elle se trouve au numéro 2 du 33e bloc du quartier Kamikatsura Miyanogo-chō (上桂宮ノ後町) de l'arrondissement de Nishikyō.

## Histoire

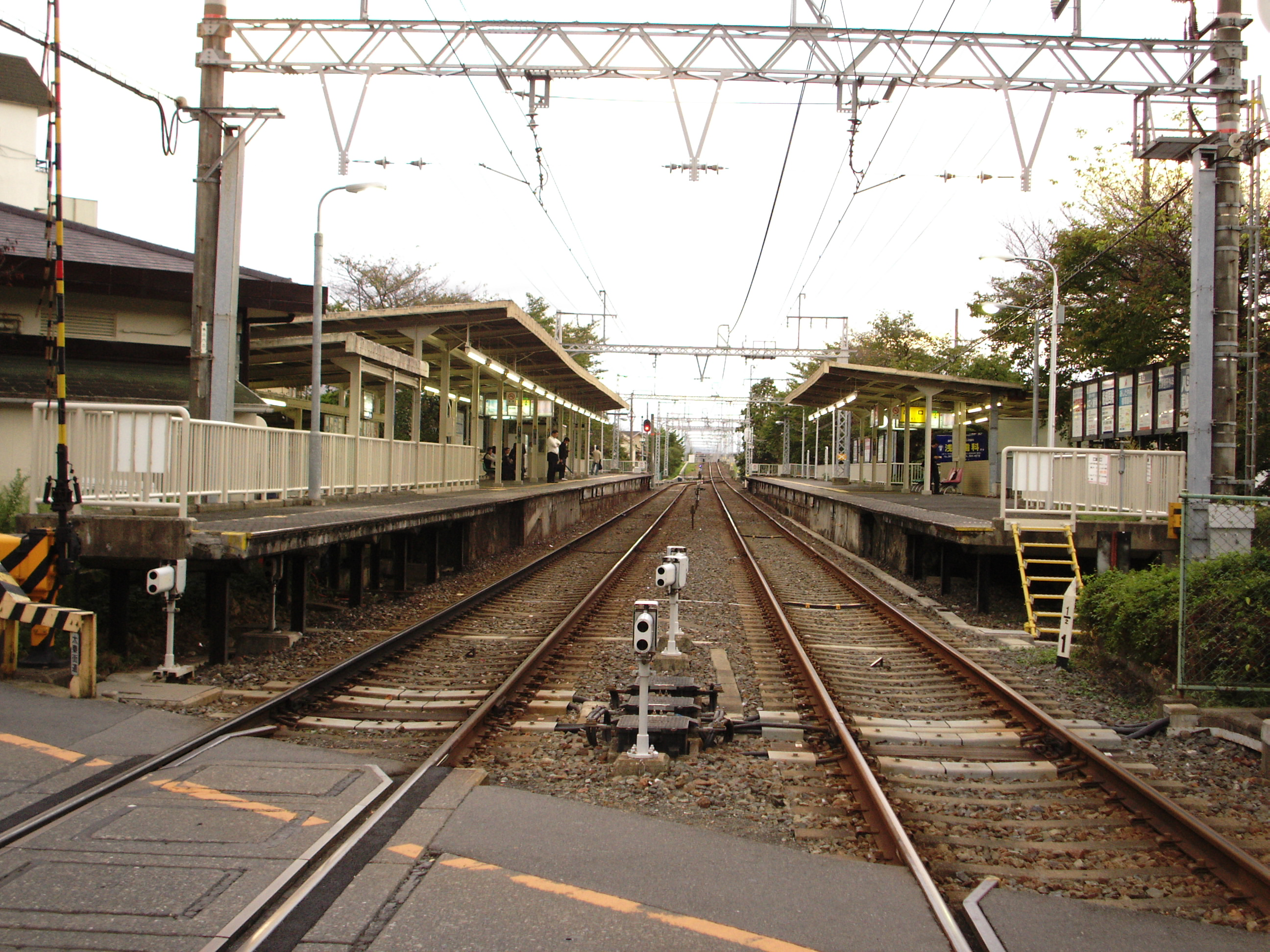
Les quais en 2006.

La gare de Kami-Katsura est ouverte le 9 novembre 1928 par Shinkeihan Tetsudō (ja) en même temps que la nouvelle ligne Arashiyama. Elle se trouve alors dans le village de Katsura (en) (桂村). Le 15 septembre 1930, dû à une fusion-acquisition, Shinkeihan est absorbée par la Keihan Electric Railway et la gare de Matsuo est désormais gérée par Keihan. Le 1er octobre 1943, après une nouvelle fusion-acquisition, la gare est désormais gérée par la Keihanshin Kyūkō Tetsudō (京阪神急行電鉄), qui deviendra Hankyu Dentetsu en 1973. Pour contribuer à l'effort de guerre, le 9 janvier 1944, la ligne Arashiyama est reconvertie en ligne à voie unique et la deuxième voie est ferraillée.
Le 13 mars 1950, la double voie est restaurée et la gare de Kami-Katsura devient une gare de transfert. Le 21 décembre 2013, un système de numérotage des stations de la ligne Arashiyama est introduit et le code « HK 96 » y est assigné. Le 25 mars 2017, des portiques sont aménagés sur le quai est en direction de Katsura et des rampes accessibles sont installées.

## Service des voyageurs

### Accueil

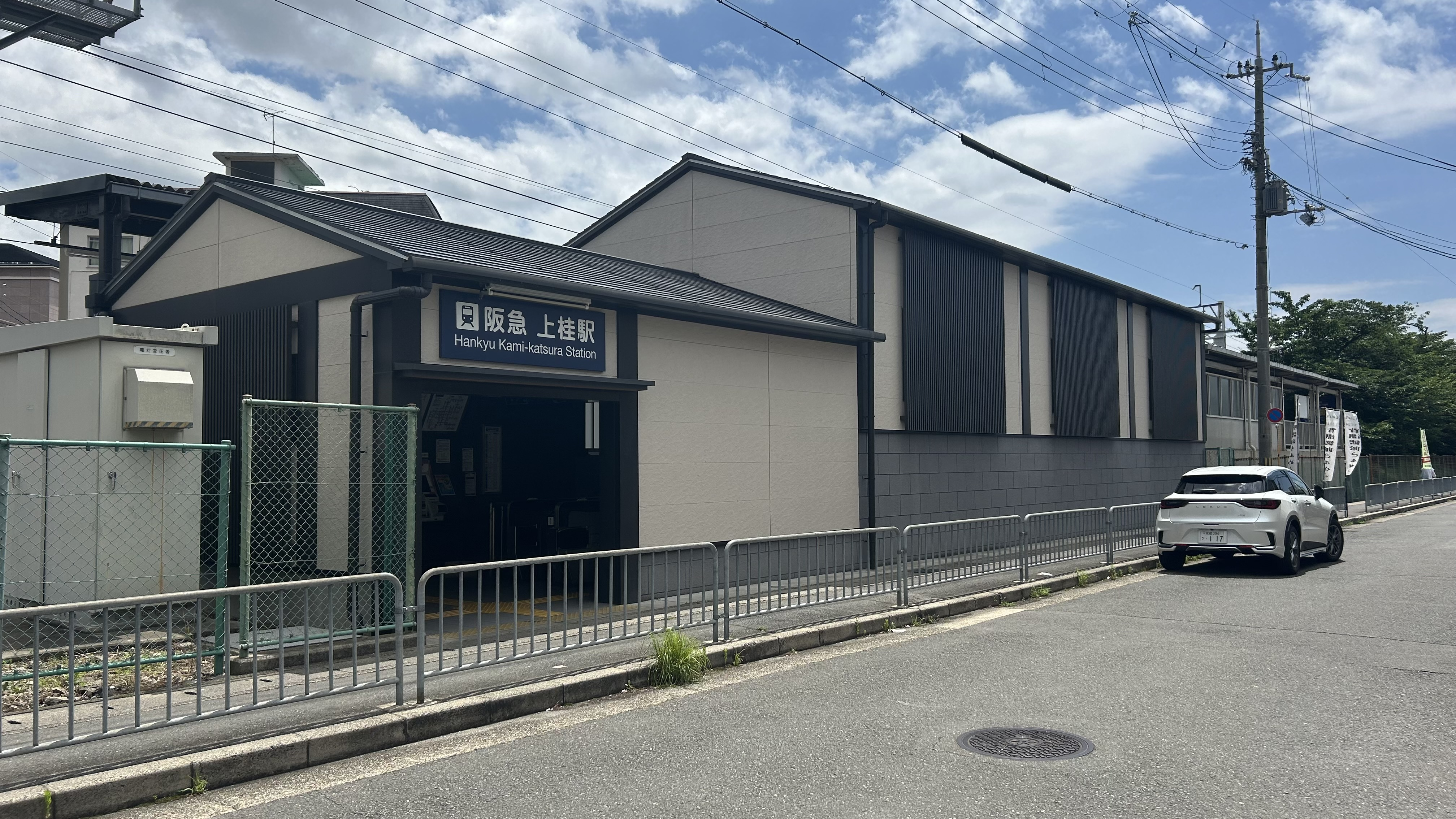
Le bâtiment ouest.

La gare dispose de deux quais, disposés à l'est et à l'ouest des deux voies. On trouve deux bâtiments voyageurs, un du côté est menant au quai 2 et un du côté ouest menant au quai 1. Les toilettes et le défibrillateur se trouvent seulement dans le bâtiment est, mais des rampes accessibles, des distributeurs de billets de train et des salles d'attentes existent dans les deux bâtiments. Avant 2017, seul le bâtiment du côté ouest était présent. Un passage souterrain relie les deux quais.

### Desserte
La gare comprend deux quais de part et d'autre des voies, dont les deux voies sont disposées de la façon suivante :
- Ligne Hankyu Arashiyama
  - Quai 1
    - voie 1 : direction Arashiyama

  - Quai 2
    - voie 2 : direction Katsura, Kyoto, Osaka, Kobe et Takarazuka

### Gares adjacentes
| «       |  | Service                 |  | »             |
| ------- |  | ----------------------- |  | ------------- |
| Katsura |  | Ligne Hankyu Arashiyama |  | Matsuo-taisha |

### Intermodalité
Les autobus du réseau d'autobus de Kyoto (ja) desservent la gare, à l'arrêt « Gare de Kami-Katsura » (上桂駅前), par la ligne 69. D'autres arrêts proches incluent « Kamikatsura Maeda-chō » (上桂前田町), desservi par la ligne 23, et « Matsuo Dairi-chō » (松尾大利町), desservi par les lignes 29 et 69.
L'arrêt le plus proche de la société privée Kyoto Bus (ja) est « École primaire de Matsuo » (松尾小学校前), à 800 mètres au nord-ouest, desservi par les lignes 63, 73 et 83. Les autobus de la société privée Keihan Kyōto Kōtsū (ja) arrêtent aussi à « Kamikatsura Maeda-chō », nommément les lignes 21, 21A, 21S et 27.

## Dans les environs
Les lieux d'intérêts les plus proches sont le sanctuaire shinto Kamikatsura Goryō-jinja (上桂御霊神社), le parc de Kamikatsura (上桂公園), le temple Jōjū-ji (ja) (浄住寺), le temple Jizō-in (ja) (地蔵院), le chemin de montagne Karato-goe (ja), le collège municipal Katsura (ja) (京都市立桂中学校) et l'école primaire municipale Matsuo (ja) (京都市立松尾小学校), entre autres.